# Cumberland (Iowa)
Cumberland es una ciudad situada en el condado de Cass, en el estado de Iowa, Estados Unidos. Según el censo de 2010 tenía una población de 262 habitantes.

## Geografía
Según la Oficina del Censo de los Estados Unidos, la localidad tiene un área total de 1,56 km², la totalidad de los cuales 1,56 km² corresponden a tierra firme.

## Demografía
Según el censo de 2010, había 262 personas residiendo en la localidad. La densidad de población era de 167,95 hab./km². Había 132 viviendas con una densidad media de 84,62 viviendas/km². El 98,85% de los habitantes eran blancos, el 0,38% amerindios,el 0,38% isleños del Pacífico y el 0,38% pertenecía a dos o más razas. El 0,38% de la población eran hispanos o latinos de cualquier raza.